# 木本恭生
木本 恭生（きもと やすき、1993年8月6日 - ）は、静岡県富士市出身のプロサッカー選手。Jリーグ・サガン鳥栖所属。ポジションはディフェンダー、ミッドフィールダー。

## 来歴

### セレッソ大阪
2016年、福岡大学を経て当時J2のセレッソ大阪に入団。同期は澤上竜二。開幕戦はセレッソ大阪U-23に配属されて、ボランチとしてJ3リーグ戦に出場。6月8日、J2第17節のV・ファーレン長崎戦でトップチーム初出場を飾り、終了間際にプロ初得点となる決勝ゴールをあげる活躍を見せた。8月10日、J3リーグ第18節のSC相模原戦でプロA契約に達したことが発表された。トップチームでの出場は1試合、セレッソU-23では一定の出場機会を掴んでいた。
2017年、チームはJ1に昇格。背番号を「15」番に変更。3月15日、ルヴァンカップ・第1節の横浜F・マリノス戦で2017年シーズンにおいて初出場初得点を決めた。3月18日、第4節のサガン鳥栖戦では負傷した山下達也に代わって途中出場を果たし、J1リーグデビュー戦にしてアシストも記録。さらに、4月1日に行われた第5節の横浜FM戦では、J1初先発初得点を記録した。10月8日、ルヴァンカップ・準決勝2ndレグのガンバ大阪戦では後半アディショナルタイムに決勝ゴールを決めて、セレッソ大阪史上初の決勝進出に貢献した。この活躍もありG大阪戦後の第29節 サガン鳥栖戦からスタメンに定着し、11月4日のルヴァンカップ決勝でもスタメンで出場し、クラブの初タイトルに貢献した。
2019年、「ポジション的優位」とトータルゾーン戦術を志向するロティーナが監督に就任、後に影響を受けた指導者の名に同氏を挙げている。チームのリーグ戦総失点数25は、この年のJリーグの全カテゴリーを含めて最少失点であり、Jリーグ歴代2位、クラブ史上最少失点記録だった。
2020年、この年もレギュラーとして優勝争いをするチームで活躍した。しかし、ロティーナは退任が決まった。

### 名古屋グランパス
2020年12月24日、名古屋グランパスに完全移籍。5月15日に負傷退場した丸山祐市の代役として、主にセンターバックとしてリーグ戦32試合に出場。

### FC東京
2021年12月19日、FC東京に完全移籍。センターバックで勝負することを移籍の理由として挙げ、同僚になった森重真人を目標として掲げた。

### サガン鳥栖
2025年8月5日、サガン鳥栖への期限付き移籍が発表された。

## 選手としての特徴
センターバックやボランチを中心に、守備的なポジションを幅広くこなすマルチロールプレイヤー。高い対人能力だけでなく、足元の技術や高い判断力を武器にしている。

## 所属クラブ
- 富士見台サッカースポーツ少年団
- 静岡学園中学校
- 静岡学園高等学校
- 福岡大学
  - 2015年 アビスパ福岡（特別指定選手）
- 2016年 - 2020年  セレッソ大阪
- 2021年  名古屋グランパス
- 2022年 -  FC東京
  - 2025年 -  サガン鳥栖 (期限付き移籍)

## 個人成績
| 国内大会個人成績 | 国内大会個人成績 | 国内大会個人成績 | 国内大会個人成績 | 国内大会個人成績 | 国内大会個人成績 | 国内大会個人成績 | 国内大会個人成績 | 国内大会個人成績 | 国内大会個人成績 | 国内大会個人成績 | 国内大会個人成績 |
| 年度             | クラブ           | 背番号           | リーグ           | リーグ戦         | リーグ戦         | リーグ杯         | リーグ杯         | オープン杯       | オープン杯       | 期間通算         | 期間通算         |
| 年度             | クラブ           | 背番号           | リーグ           | 出場             | 得点             | 出場             | 得点             | 出場             | 得点             | 出場             | 得点             |
| 日本             | 日本             | 日本             | 日本             | リーグ戦         | リーグ戦         | リーグ杯         | リーグ杯         | 天皇杯           | 天皇杯           | 期間通算         | 期間通算         |
| ---------------- | ---------------- | ---------------- | ---------------- | ---------------- | ---------------- | ---------------- | ---------------- | ---------------- | ---------------- | ---------------- | ---------------- |
| 2016             | C大阪            | 30               | J2               | 1                | 1                | -                | -                | 1                | 0                | 2                | 1                |
| 2017             | C大阪            | 15               | J1               | 23               | 2                | 13               | 3                | 4                | 1                | 40               | 6                |
| 2018             | C大阪            | 15               | J1               | 22               | 0                | 2                | 0                | 2                | 0                | 26               | 0                |
| 2019             | C大阪            | 3                | J1               | 29               | 0                | 4                | 0                | 2                | 0                | 35               | 0                |
| 2020             | C大阪            | 3                | J1               | 28               | 0                | 3                | 0                | -                | -                | 31               | 0                |
| 2021             | 名古屋           | 14               | J1               | 32               | 0                | 5                | 1                | 4                | 0                | 41               | 1                |
| 2022             | FC東京           | 30               | J1               | 33               | 2                | 1                | 0                | 2                | 0                | 36               | 2                |
| 2023             | FC東京           | 4                | J1               | 24               | 0                | 3                | 0                | 2                | 0                | 29               | 0                |
| 2024             | FC東京           | 4                | J1               | 18               | 1                | 1                | 0                | 1                | 0                | 20               | 1                |
| 2025             | FC東京           | 4                | J1               | 7                | 0                | 3                | 0                | 1                | 0                | 11               | 0                |
| 2025             | 鳥栖             | 30               | J2               |                  |                  | -                | -                | -                | -                |                  |                  |
| 通算             | 日本             | 日本             | J1               | 216              | 5                | 35               | 4                | 18               | 1                | 269              | 10               |
| 通算             | 日本             | 日本             | J2               | 1                | 1                | -                | -                | 1                | 0                | 2                | 1                |
| 総通算           | 総通算           | 総通算           | 総通算           | 217              | 6                | 35               | 4                | 19               | 1                | 271              | 11               |

| 2016   | C大23  | 30     | J3     | 23 | 1 | 23 | 1 |
| 通算   | 日本   | 日本   | J3     | 23 | 1 | 23 | 1 |
| 総通算 | 総通算 | 総通算 | 総通算 | 23 | 1 | 23 | 1 |

| 国際大会個人成績 | 国際大会個人成績 | 国際大会個人成績 | 国際大会個人成績 | 国際大会個人成績 |
| 年度             | クラブ           | 背番号           | 出場             | 得点             |
| AFC              | AFC              | AFC              | ACL              | ACL              |
| ---------------- | ---------------- | ---------------- | ---------------- | ---------------- |
| 2018             | C大阪            | 15               | 2                | 0                |
| 2021             | 名古屋           | 14               | 7                | 0                |
| 通算             | AFC              | AFC              | 9                | 0                |

- Jリーグ初出場 - 2016年3月13日 J3第1節 グルージャ盛岡戦（キンチョウスタジアム）
- Jリーグ初得点 - 2016年6月8日 J2第17節 V・ファーレン長崎戦（長崎県立総合運動公園陸上競技場）

## タイトル

### クラブ
セレッソ大阪
- Jリーグカップ：1回（2017年）
- 天皇杯：1回（2017年）
- FUJI XEROX SUPER CUP：1回（2018年）

名古屋グランパス
- Jリーグカップ：1回（2021年）

### 個人
- デンソーカップサッカー・最優秀選手（2015年）

## 代表歴
- 全日本大学選抜
  - デンソーカップサッカー（2015年）
- ユニバーシアード日本代表
  - 光州大会（2015年）